# Santa Margarita
Santa Margarita is een gemeente in de Filipijnse provincie Samar op het gelijknamig eiland Samar. Bij de laatste census in 2007 had de gemeente ruim 23 duizend inwoners.

## Geografie

### Bestuurlijke indeling
Santa Margarita is onderverdeeld in de volgende 36 barangays:
| - Agrupacion - Arapison - Avelino - Bahay - Balud - Bana-ao - Burabod - Cagsumji - Campeig - Camperito - Can-ipulan - Canmoros | - Cautod - Cinco - Curry - Gajo - Hindang - Ilo - Imelda - Inoraguiao - Jolacao - Lambao - Mabuhay - Mahayag | - Matayonas - Mombon - Nabulo - Napuro - Napuro II - Palale - Panabatan - Panaruan - Roxas - Salvacion - Solsogon - Sundara |

## Demografie
Santa Margarita had bij de census van 2007 een inwoneraantal van 23.488 mensen. Dit zijn 1.748 mensen (8,0%) meer dan bij de vorige census van 2000. De gemiddelde jaarlijkse groei komt daarmee uit op 1,07%, hetgeen lager is dan het landelijk jaarlijks gemiddelde over deze periode (2,04%). Vergeleken met de census van 1995 is het aantal mensen met 4.342 (22,7%) toegenomen.

De bevolkingsdichtheid van Santa Margarita was ten tijde van de laatste census, met 23.488 inwoners op 129,12 km², 181,9 mensen per km².